# Бурштиновий колір
Бурштино́вий колір — прозоро-жовтий колір. Назва кольору отримана від кольору бурштину, природної скам'янілої викопної смоли хвойних дерев у вигляді тьмяних, прозорих і напівпрозорих каменів. Бурштин загалом має багато відтінків: кремовий, блідо-жовтий, коричневий, всі відтінки оранжевого кольору, червоний; рідко блакитний, зеленуватий, злегка фіолетовий і майже чорний. Перша згадка в історії про бурштиновий колір сягає 1500 року (в англомовних джерелах).

## Галерея
Різновиди бурштинового кольору

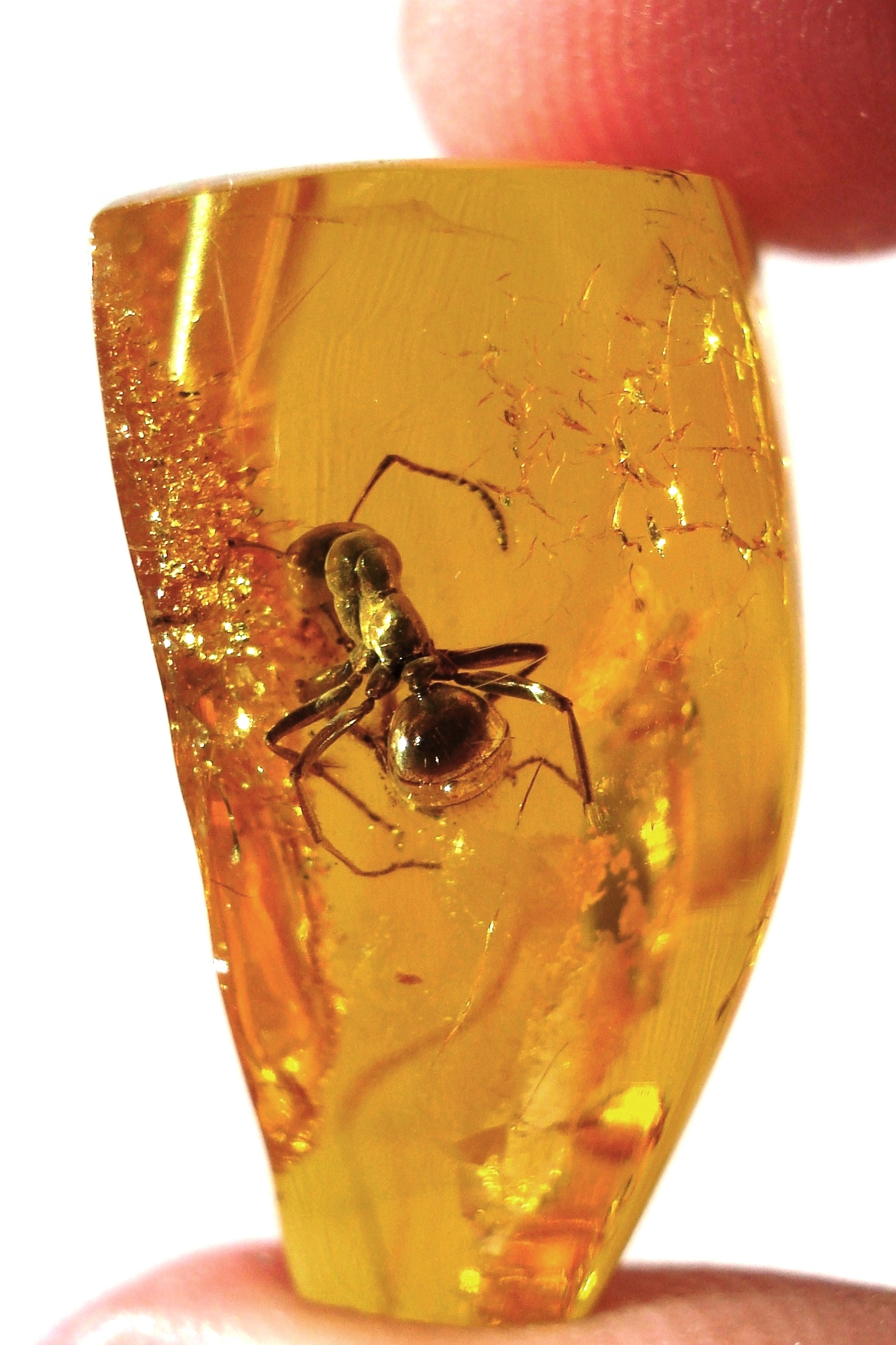
Мураха, що застигла в бурштині
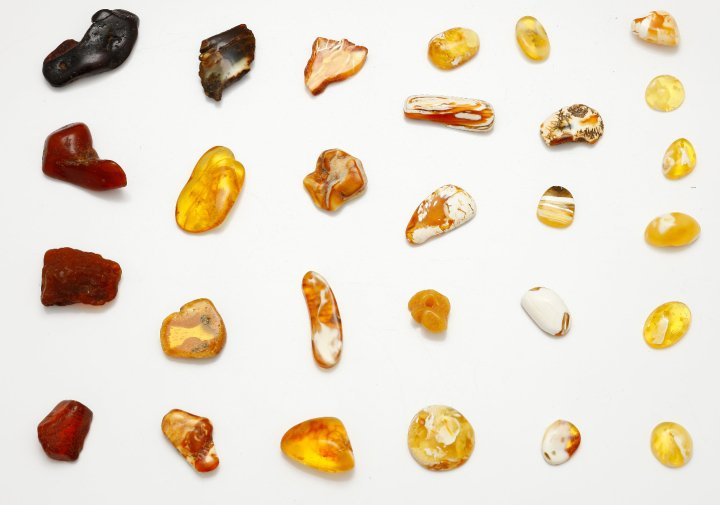
Різноколірний балтійський бурштин
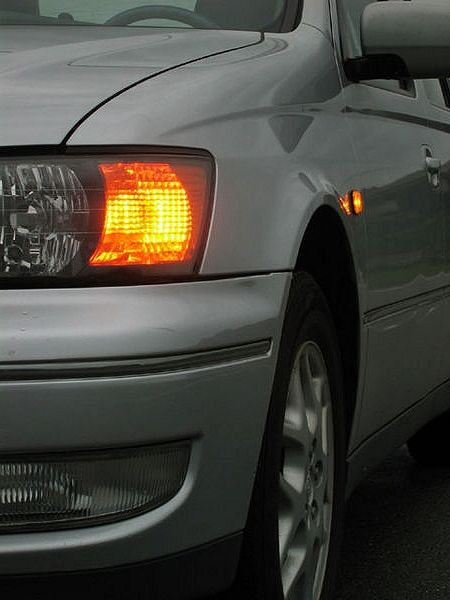
Сигнал повороту автомобіля